# 千葉宮次郎
千葉 宮次郎（ちば みやじろう、1872年2月29日〈明治5年1月21日〉 - 1933年〈昭和8年〉5月6日）は、日本の政治家、実業家。

## 来歴・人物
兵庫県津名郡野島村（現・淡路市）生まれ。明治法律学校（現・明治大学）卒業。
実業家として、多数の企業の経営に参画し、淡路鉄道、淡路実業銀行、阿淡連絡汽船などの取締役、全淡自動車（後の淡路交通）の社長などを務めた。
野島村長、岩屋町長、津名郡会議員、同議長を歴任した。
1903年（明治36年）9月25日、津名郡選出の兵庫県会議員となった。最終的に1924年（大正13年）5月10日に辞職するまで務めた。この間、1920年（大正9年）12月から1923年（大正12年）9月まで第26代兵庫県会議長を務めた。
1924年（大正13年）の第15回総選挙で兵庫14区から立候補して当選した。同年6月から憲政本党所属となったが、新党倶楽部を経て、1927年（昭和2年）6月に立憲政友会所属となった。1928年（昭和3年）1月21日に退任した。